# شيلت جون بوبي
شيلت جون بوبي، (بالإنجليزية: Schelte John "Bobby" Bus)، هو عالم فلك أمريكي، ومكتشف للكواكب الصغيرة، في معهد علم الفلك، بجامعة هاواي، ونائب مدير مرفق تلسكوب الأشعة تحت الحمراء، التابع لناسا (IRTF) في مرصد مونا كيا في هاواي، الولايات المتحدة.

## السيرة الشخصية
تخرج شيلت جون بوبي، عام 1979، من معهد كاليفورنيا للتقنية بدرجة البكالوريوس.
في عام 1999، حصل على درجة الدكتوراه مع ريتشارد بينزل، من معهد ماساتشوستس للتكنولوجيا.
أضاف «بوس» مزيدًا من المعرفة حول حزام الكويكبات الرئيسي في مسح طيفي نُشر في عام 2002. عُرف هذا المشروع باسم المسح الطيفي للكويكبات الصغيرة الرئيسية «المرحلة الثانية»، والتي بنيت على مسح سابق حزام الكويكبات الرئيسي.
تم جمع بيانات أطياف الطول الموجي المرئي (435-925 نانومتر) بين أغسطس 1993 ومارس 1999. أثناء دراسته، عمل تحت إشراف يوجين ميرل شوميكر.
اعتبارًا من عام 2017، أصبح «بوس»، عالمًا فلكيًا، في معهد جامعة هاواي، لعلم الفلك، ونائب مدير مرفق تلسكوب الأشعة تحت الحمراء، التابع لناسا IRTF.